# 红星巷站
红星巷站是一个位于中华人民共和国甘肃省兰州市城关区团结新村街道与火车站街道交界火车站东路与红星巷交叉口西侧地下，属于兰州轨道交通2号线的地铁车站，是兰州轨道交通系统中目前最南端的车站，于2023年6月29日开通。

## 车站结构
红星巷站沿火车站东路设置，为地下两层双柱三跨岛式站台车站，车站长350.4米，标准段宽21.6米，车站地下一层为站厅层，地下二层为站台层。车站东侧设置出入段线，接入排洪南路停车场。
| 地面              | 出入口 | A、D出入口 |
| 地下一层          | 站厅   | 客服中心、自动售票机、验票机                                                                                          |
| 地下二层          | 站台层 | \| \| \| █ 2号线往东方红广场（兰州火车站） \| \| 島式 · 開左邊车门 \| \| \| \| \| \| █ 2号线往雁白大桥（团结新村） \| |
|                   |        | █ 2号线往东方红广场（兰州火车站）                                                                                     |
| 島式 · 開左邊车门 |        | |
|                   |        | █ 2号线往雁白大桥（团结新村）                                                                                         |

## 车站出口
红星巷站共设2个出口，各出口及周围设施如下所示：
| 编号                | 建议前往的目的地 | 照片 | 无障碍设施 |
| ------------------- | ---------------- | ---- | ---------- |
| A · 出口            | 火车站东路南侧   |      | 不適用     |
| D · 出口 · （设有） | 火车站东路北侧   |      |            |
| 图例： 设有         |                  |      |            |

## 接驳交通

### 公交车
- 红星巷：7路、9路、16路、33路、114路、124路、126路
- 公交五公司：1路、12路、118路

## 车站历史
本站建设时期工程名为公交五公司站，开通前正式命名为红星巷站。
- 2019年9月28日，车站主体结构封顶[2]。
- 2023年6月29日，车站随2号线一期工程通车开通[1]。